# Lady Blackbird
Lady Blackbird, pseudonimo di Marley Siti Munroe (Los Angeles, 18 gennaio 1985), è una cantante statunitense.

## Biografia
Marley Siti Munroe nasce a Los Angeles ma trascorre la sua infanzia a Farmington, nel New Mexico. Sin da piccola sviluppa un forte interesse per la musica jazz, soul e gospel; a soli dodici anni firma un contratto con una piccola casa discografica specializzata in musica cristiana. Negli anni successivi si esibirà come opening act nel tour del gruppo DC Talk e inciderà un duetto col frontman TobyMac, senza tuttavia pubblicare un proprio album. Si allontanerà progressivamente dall'ambiente della musica cristiana per affermarsi come cantautrice.
Nel 2013 firma un contratto con la Epic Records, con la quale pubblica alcuni singoli di stampo pop e funky; alcune canzoni scritte e cantate da lei sono state interpretate da Anastacia nei suoi album Resurrection (2014) e Evolution (2017), ai quali partecipa anche come back vocalist. Tuttavia anche in questo caso il contratto scade prima della pubblicazione di un album.
Nel 2021 pubblica un EP indipendente dal titolo Self-inflicted Voodoo con lo pseudonimo di Charley Row; in seguito firma un contratto con la BMG, per la quale inizia a lavorare a un album più orientato verso il jazz e la black music degli anni '60; è in questo momento che adotta il nome Lady Blackbird, in riferimento alla canzone Blackbird di Nina Simone di cui incide una cover, poi pubblicata come singolo trainante del nuovo album. Ritardato di alcuni mesi a causa della pandemia da COVID-19, il disco, dal titolo Black Acid Soul esce il 3 settembre 2021 sul mercato internazionale, ottenendo grandi consensi da parte della critica. Nel 2022 l'album viene ristampato in una Deluxe Edition a due dischi contenente cinque brani aggiuntivi e alcuni remix.
Nel 2023 Lady Blackbird registra un singolo in collaborazione con Moby, dal titolo Walk with me; a maggio dello stesso anno registra The love that once lingered con i Vintage Trouble. Lo stesso anno partecipa al disco di Trevor Horn  Echoes (Ancient & Modern) con una cover di Slave to the rhythm di Grace Jones. A marzo 2024 torna a collaborare con Moby, figurando come vocalist in Dark Days, primo singolo estratto dal nuovo album dell'artista americano dal titolo Always Centered at Night.
Il 5 giugno 2024 Lady Blackbird pubblica Reborn, singolo apripista del suo secondo album Slang Spirituals. Il disco viene pubblicato il 13 settembre 2024.

## Discografia

### Album in studio
- 2021 – Black Acid Soul
- 2024 – Slang Spirituals

### EP
- 2021 – Self-inflicted Voodoo[5]

### Singoli
- 2020 – Blackbird[6]
- 2021 – It's Not That Easy[7]
- 2021 – Beware the Stranger
- 2021 – Collage
- 2022 – Feel It Coming
- 2023 – Woman
- 2024 – Reborn
- 2024 – Man on a Boat
- 2024 – Let Not (Your Heart Be Troubled)

### Collaborazioni
- 2023 – Walk with me con Moby
- 2023 – The Love that Once Lingered con i Vintage Trouble
- 2024 – Dark Days con Moby